# ایندیاناپلیس (آیووا)
ایندیاناپلیس (به انگلیسی: Indianapolis) یک منطقهٔ مسکونی در ایالات متحده آمریکا است که در آیووا واقع شده‌است. ایندیاناپلیس ۲۴۲٫۰۱ متر بالاتر از سطح دریا واقع شده‌است.